# Ricardo José Menéndez Prieto

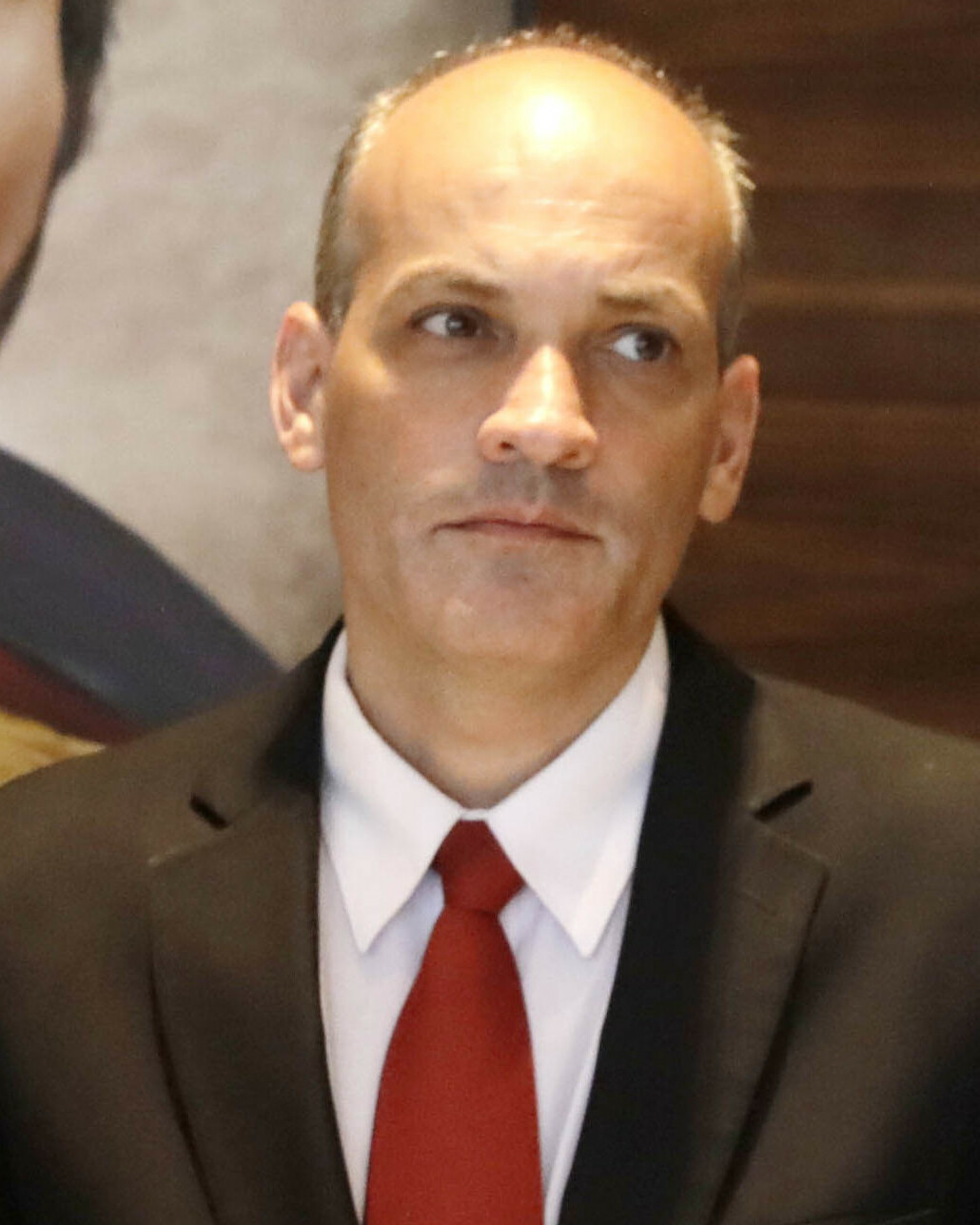
Ricardo José Menéndez Prieto

Ricardo José Menéndez Prieto (* 7. Dezember 1969 in Caracas) ist ein venezolanischer Politiker und seit dem 17. Juni 2019 der Minister für Planung in der venezolanischen Regierung unter Präsident Nicolás Maduro.

## Privates und Ausbildung
Derzeit ist er Professor an der Central University of Venezuela. Er hat einen Master in Stadtplanung und promovierte in Urbanistik.

## Politische Karriere
Am 11. Dezember 2009 ernannte Präsident Hugo Chávez Menéndez zum Minister für Wissenschaft, Technologie und Mittelindustrie.
Am 19. Januar 2010 wurde er zum Direktor der Agencia Bolivariana para Actividades Espaciales ernannt.
Am 26. November 2011 gründete der venezolanische Präsident Hugo Chávez per nationalem Dekret das Industrieministerium; bereits einen Tag vorher hatte er Ricardo Menéndez zum Industrieminister ernannt.
Am 21. April 2013 wurde er als Industrieminister der bolivarischen Regierung Venezuelas für die Regierung von Nicolás Maduro bestätigt. Einige Monate später wechselten sie ihre Position im Ministerkabinett und wurden zum Minister für Hochschulbildung ernannt.
Am 17. Juni 2014 ernannte ihn Präsident Nicolás Maduro zum zuständigen Minister des Ministeriums für Planung.
| Personendaten    | Personendaten                 |
| ---------------- | ----------------------------- |
| NAME             | Prieto, Ricardo José Menéndez |
| KURZBESCHREIBUNG | venezolanischer Politiker     |
| GEBURTSDATUM     | 7. Dezember 1969              |
| GEBURTSORT       | Caracas                       |